# Milano-Modena 1950
La Milano-Modena 1950, trentasettesima edizione della corsa, si svolse il 2 luglio 1950 su un percorso di 225 km. La vittoria fu appannaggio dell'italiano Pasquale Fornara, che completò il percorso in 5h42'00", alla media di 39,468 km/h, precedendo i connazionali Luciano Maggini e Alfredo Martini.
Sul traguardo di Modena 32 ciclisti, su 110 partiti da Milano, portarono a termine la competizione.

## Ordine d'arrivo (Top 10)
| Pos. | Corridore        | Squadra        | Tempo    |
| ---- | ---------------- | -------------- | -------- |
| 1    | Pasquale Fornara | Legnano        | 5h42'00" |
| 2    | Luciano Maggini  | Taurea-Pirelli | a 5'07"  |
| 3    | Alfredo Martini  | Taurea-Pirelli | s.t.     |
| 4    | Giancarlo Astrua | Taurea-Pirelli | s.t.     |
| 5    | Oreste Conte     | Bianchi-Ursus  | a 8'31"  |
| 6    | Renzo Soldani    | Legnano        | s.t.     |
| 7    | Oliviero Tonini  | Cimatti        | s.t.     |
| 8    | Dino Ottusi      | Bottecchia     | s.t.     |
| 9    | Fiorenzo Crippa  | Bianchi-Ursus  | s.t.     |
| 10   | Giacomo Zampieri | Bottecchia     | s.t.     |